# تيري كارلينج
تيري كارلينج (بالإنجليزية: Terry Carling)‏ هو لاعب كرة قدم بريطاني في مركز حراسة المرمى، ولد في 26 فبراير 1939 في أوتلي ‏ في المملكة المتحدة. لعب مع ليدز يونايتد وماكليسفيلد تاون ونادي تشستر سيتي ونادي لينكولن سيتي ونادي والسول.